# Cittadella (Verona)

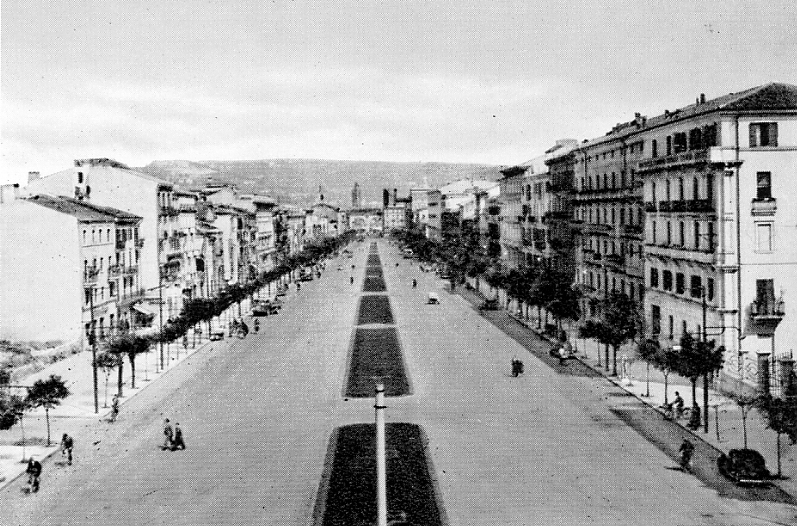
Corso Porta Nuova in una fotografia della prima metà del XX secolo.

Cittadella è un quartiere storico di Verona, compreso nella circoscrizione 1. Il quartiere è abitato da 7.040 persone.  È delimitato a nord dalle mura comunali, che lo dividono dalla città romana e altomedievale, ad est dall'Adige e a sud dalla ferrovia poco oltre le mura austriache e la Barriera di Borgo Roma, mentre ad ovest confina col quartiere di San Zeno. È così chiamato perché qui, all'epoca della breve dominazione viscontea alla fine del XIV secolo, venne costruita una cittadella difensiva che dà il nome anche a piazza Cittadella. La strada principale del quartiere è Corso Porta Nuova.